# Osterfjorden
60°34′40″N 5°24′53″Ø / 60.57778°N 5.41472°Ø
Osterfjorden er en af tre fjorde der går  rundt om  Osterøy  i Vestland fylke i Norge. 
Fjorden går mellem Lindås og Osterøy kommuner og er 27 km lang, 1-3 km bred.
Fjorden er op til 639 meter dyb. 
Den strækker sig fra Sørfjorden i syd til Veafjorden i øst. Langs Osterfjorden ligger byer som Knarvik, Hjellvik, Eikanger, Hosanger, Fotlandsvåg og Tysse. Dele af handlingen i dokumentarfilmen Folk ved fjorden foregår langs Osterfjorden.